# Tyven
Tyven er en dansk stum dramafilm fra 1910 produceret af Nordisk Filmskompagni baseret på Henri Bernsteins skuespil af samme navn. Filmens instruktør er ukendt.
Filmen havde dansk premiere den 7. april 1910 i Royal-Biografen. Den blev i tysktalende lande distribueret som Die Sünderin eller In Fesseln der Liebe.

## Handling
Fanny Legrand er vanvittig forelsket i sin mand, men parret levet lidt over evne. Under et besøg hos et rigt venner, der har et skødesløst forhold til penge, fristes Fanny af et tabt tegnebog, som hun tømmer. Hun er nervøs for, at hendes mand har tabt interessen for hende, og vil bruge pengene på ny parfume for at vække hans kærlighed igen. Værtsparrets søn mistænkes og det besluttes, at sende ham bort. Fanny er lettet over, at sønnen fik skylden, men hun tilbyder at tale med ham om beslutningen. Hun forklarer ham sagens rettet sammenhæng, og han accepterer at tage skylden. Fannys mand finder imidlertid tegnebogen på Fannys værelse og sagens sammenhæng går op for ham. Fanny tilstår, og manden insisterer på at forklare den rette sammenhæng for værtsparret. Værtsparret er lykkelige over, at sønnen er uskyldig. De bekymrer sig ikke om pengene, og da Fanny har gjort det af kærlighed til sin mand, er alt glemt, da kærligheden overvinder alt.

## Medvirkende
- Oda Nielsen
- Otto Jacobsen
- Einar Zangenberg
- Alfi Zangenberg
- August Blom
- Axel Boesen
- Rigmor Jerichau
- Ingeborg Rasmussen
- Paul Welander